# 고징
고징(高澄, 521년 ~ 549년 9월 15일(음력 8월 8일))은 중국 남북조 시대 동위의 권신(權臣)이자, 상국·제후왕으로, 자는 자혜(子惠)이며, 발해군 수현(脩縣, 지금의 하북성 형수시 경현 남쪽) 사람이다. 권신 고환과 누소군의 장남으로, 효정제 연간에 아버지가 실권을 장악한 데 힘입어, 고징도 점점 더 큰 권력을 갖게 되었고, 547년 아버지가 죽고 나서 국정을 장악하였다. 그는 유능하지만 경박하고 오만하며 성적인 사려가 부족하다고 여겨졌다. 결국 549년 자신의 하인 난경(蘭京)에게 암살되었고, 동생 고양이 동위의 정권을 장악하였다. 생전에는 아버지 사후, 그 뒤를 이어 발해왕의 작위를 이었다가, 후에 또다시 제왕에 봉해졌다. 사후, 고양이 북제를 세우고 황제의 자리에 오르면서, 세종(世宗) 문양제(文襄帝)로 추존되었다.

## 생애
547년에 아버지인 고환이 죽자 승상이 되었다.
그 직후 하남태수였던 후경이 배신하고 하남의 영지를 갖고 남조 양나라에 투항한 사건이 발생하였다. 고징은 모용소종(慕容紹宗)에게 후경을 공격하게 했고 동위에 남아있던 후경의 처자식들을 모두 살해했다. 그리고 양나라군과 싸워 그들을 격파하고 하남을 되찾았다. 또한 양나라와 수호관계를 맺어 후경을 고립 상태로 몰아 넣었다. 이후 후경은 양나라에서 반란을 일으켰다.
549년에 고징은 제왕으로 봉해졌다. 후경의 모반을 꺾었으나 주벽으로 인해 포악한 행동을 자주 해서 난경(蘭京)에게 살해당했다.
고환의 둘째 아들이며 고징의 동생인 고양(高洋)이 상국과 제왕을 물려받아 혼란을 수습했고 그 여세를 몰아 550년에 동위 효정제로부터 제위를 선양받아 동위를 멸하고 북제를 건국했다.

## 가족관계

### 조부모와 부모
- 조부 : 문목황제(文穆皇帝) 고수생(高樹生)
- 조모 : 문목황후(文穆皇后) 한기희(韓期姬)
- 부친 : 고조(高祖) 신무황제(神武皇帝) 고환(高歡)
- 모친 : 무명황후(武明皇后) 누소군(婁昭君)

### 후비
| 봉호                | 시호                | 이름(성씨)         | 생몰년도      | 별칭  | 비고  |
| ------------------- | ------------------- | ------------------ | ------------- | ----- | ----- |
| 제왕비 (齊王妃)     | 양경황후 (襄敬皇后) | 원씨(元氏)         |               | [ 1 ] |       |
| 연연공주 (蠕蠕公主) |                     | 욱구려씨(郁久閭氏) | 530년 ~ 548년 |       | [ 2 ] |
|                     |                     | 송씨(宋氏)         |               |       |       |
|                     |                     | 왕씨(王氏)         |               |       |       |
|                     |                     | 진씨(陳氏)         |               |       |       |
|                     |                     | 연씨(燕氏)         |               |       |       |

### 왕자
| - | 봉호           | 시호       | 이름           | 생몰년도      | 생모          | 별칭  | 비고 |
| - | -------------- | ---------- | -------------- | ------------- | ------------- | ----- | ---- |
| 1 | 하남왕(河南王) | 강헌(康獻) | 고효유(高孝瑜) | 537년 ~ 563년 | 송씨          | [ 3 ] |      |
| 2 | 광녕왕(廣寧王) |            | 고효형(高孝珩) | ? ~ 577년     | 왕씨          |       |      |
| 3 | 난릉왕(蘭陵王) | 충무(忠武) | 고장공(高長恭) | ? ~ 573년     |               |       |      |
| 4 | 하간왕(河間王) |            | 고효완(高孝琬) | 541년 ~ 566년 | 양경황후 원씨 |       |      |
| 5 | 안덕왕(安德王) |            | 고연종(高延宗) | 544년 ~ 577년 | 진씨          |       |      |
| 6 | 어양왕(漁陽王) |            | 고소신(高紹信) |               | 연씨          |       |      |

### 왕녀
| - | 봉호               | 이름 | 생몰년도  | 생모          | 부마           | 별칭 | 비고 |
| - | ------------------ | ---- | --------- | ------------- | -------------- | ---- | ---- |
| 1 | 낙안공주(樂安公主) |      | ? ~ 577년 | 양경황후 원씨 | 최달라(崔達拏) |      |      |
| 2 | 공주(公主)         |      |           | 양경황후 원씨 |                |      |      |
| 3 | 공주(公主)         |      |           | 연연공주      |                |      |      |